# Увольнение на берег (фильм)
«Увольне́ние на бе́рег» — советский чёрно-белый художественный фильм Феликса Миронера. Премьера состоялась 18 июня 1962 года. Дебют в кино Льва Прыгунова.

## Сюжет
Матрос Николай Валежников из Донбасса служит в Севастополе. В один из дней он получает увольнение на берег. Его друг Пётр, не получивший увольнения, просит Николая передать его девушке Жене на берегу, что он не сможет прийти. В условленном месте Николай не может отыскать Женю и в итоге зовёт её по имени. На зов оборачивается Женя Ефремова, которая действительно ждёт Петра и, как кажется Николаю, очень сильно расстроена тем, что тот не пришёл. Николай узнаёт, что Женя работает почтальоном и потеряла казённые деньги суммой в 300 рублей, в связи с чем ей грозят большие неприятности. Николай решает помочь девушке, и целый день они пытаются собрать нужную сумму самыми невероятными путями. Во время поисков Николай влюбляется в Женю и переживает о предстоящем объяснении с другом.
Вечером он приводит Женю в клуб моряков, чтобы собрать немного денег у сослуживцев, которые там танцуют. Здесь выясняется, что Женя Ефремова — вовсе не девушка его друга, а подруга другого сослуживца, тоже Петра, которому она накануне послала записку с просьбой о помощи и, по совпадению, назначила встречу на том же самом месте, но этот Пётр попросту проигнорировал её.
Наконец, собрана почти вся сумма, оставшиеся деньги Женя должна будет получить на следующее утро почтовым переводом от матери Николая. Матрос провожает её до квартиры, где оказывается, что за время её отсутствия приходил участковый и оставил ей повестку в милицию. Молодые люди отправляются в участок, считая, что вызов связан с привлечением Жени к ответственности по заявлению её строгого начальника. После ряда препирательств с участковым выясняется, что вызвали Женю как раз из-за того, что пропавшие деньги были найдены. После этого матрос и девушка прощаются и решают через неделю встретиться на том же месте. Однако неделю спустя Николай не получает увольнения и просит Петра об аналогичной услуге.

## В фильме снимались
- Ариадна Шенгелая — Женя
- Лев Прыгунов — Николай Валежников
- Василий Макаров — Василий Кузьмич, отчим Жени
- Светлана Коновалова — Зинаида Прокофьевна, мать Жени
- Валерий Дибров — Сергей, брат Жени
- Владимир Высоцкий — Пётр, друг Валежникова
- Владимир Трещалов — Пётр, парень Жени
- Геннадий Юхтин — Василий Иванович, бывший моряк
- Юлия Цоглин — жена Василия
- Евгений Лавровский — Александр, капитан I ранга
- Наталья Кустинская — Катя, одноклассница Жени
- Валентина Савельева — Люся
- Станислав Хитров — милиционер
- Светлана Агеева — кондуктор
- Валентина Кузнецова — сотрудник переговорного пункта
- Валентина Ананьина — Нюра, домработница Кати
- Алексей Бахарь — шофёр грузовика
- Вадим Грачёв — Стёпа, муж Кати
- Владимир Дёмин — Алёшка, матрос
- Евгений Дубасов — приятель Жени
- Валерий Зотов — матрос
- Эдуард Изотов — студент Борис
- Виктор Сергачёв — студент Витя
- Геннадий Юденич — матрос
- Даниил Нетребин — строитель
- Лариса Гордейчик — Клава (нет в титрах)
- Леонид Евтифьев — матрос на танцах (нет в титрах)

В массовых сценах снимались моряки Черноморского флота

## Съёмочная группа
- Сценарий и постановка: Феликс Миронер
- Оператор-постановщик: Юрий Зубов
- Художник-постановщик: Николай Маркин
- Композитор: Кирилл Молчанов
- Звукооператор: Виктор Беляров
- Второй режиссёр: Лев Брожовский
- Монтаж: Эсфирь Тобак
- Художник по костюмам: Людмила Ряшенцева
- Грим: М. Агафонова
- Ассистенты режиссёра: Левон Кочарян, Леонид Черток
- Художник-декоратор: Э. Рубинштейн
- Текст песен Николай Доризо
- Редактор: В. Гетов
- Директор картины: Виктор Слонимский
- Оркестр Управления по производству фильмов
  - Дирижёры: Григорий Гамбург, Эмин Хачатурян
- «Песню о родном городе» исполнил Владимир Трошин

## Производство
Съёмки проходили в 1961 году в Севастополе, только восстановленном после разрушений в годы войны, а также на борту крейсера «Михаил Кутузов». Киногруппа размещалась в гостинице «Севастополь».

## Прокат
В советском прокате фильм посмотрели 27,4 млн зрителей.
27 сентября 1962 года фильм вышел в Венгрии.

## Критика
Киновед А. В. Фёдоров отмечал: «Советская кинопресса 1962 года отнеслась к „Увольнению на берег“ холодно». 
В частности, кинокритик Соломон Розен написал: «Задавшись благородной целью показать хороших людей и видя это хорошее в отзывчивости к неприятностям ближнего, Миронер избрал такое драматургическое развитие сценария, которое должно убедить зрителя в мысли автора многократным повторением одного и того же». Он считал: «Режиссёр Миронер в чём-то сражается со сценаристом Миронером: он пытается „дотягивать“, „обогащать“, иногда добивается успеха, но в конечном счёте, не поднимается выше сценария… Чудесная атмосфера южного города (в этом немалая заслуга оператора Ю. Зубова, хорошо снявшего картину), занятные находки… – это „актив“ режиссёра. И, может быть, если бы в основе фильма был другой, более значительный сценарий, не пришлось бы писать эти строки, испытывая чувство досады…».
В отзывах указывалось, что «фильм был довольно средним».
При этом А. Фёдоров написал, что многие «зрители помнят и любят эту картину Ф. Миронера».